# Eridantes
Eridantes là một chi nhện trong họ Linyphiidae.